# Phascolosoma semicinctum
Phascolosoma semicinctum är en stjärnmaskart som beskrevs av William Stimpson 1855. Phascolosoma semicinctum ingår i släktet Phascolosoma och familjen Phascolosomatidae. Inga underarter finns listade i Catalogue of Life.